# شینگهوا، شهرستان فنگکای
شینگهوا، شهرستان فنگکای (به لاتین: Xinghua) یک شهرک در جمهوری خلق چین است که در شهرستان فنگکای واقع شده‌است. شینگهوا ۱۵۶٫۳ کیلومتر مربع مساحت و ۳۲٬۰۰۰ نفر جمعیت دارد و ۹۷ متر بالاتر از سطح دریا واقع شده‌است.